# Früchtefasten
Das Früchtefasten ist eine Fastenart. Während der fünf- bis zehntägigen oder auch zweiwöchigen Früchtefastenkuren besteht die Nahrung ausschließlich aus nicht zubereiteten Früchten, Gemüse, Kräutern und Nüssen. Anhänger vertreten die Ansicht, diese Ernährungsform diene der sog. „Entschlackung“ und der „Entgiftung“ des Körpers und gleiche den Säure-Basen-Haushalt aus.